# Холокауст у Естонији
Холокауст у Естонији се односи на нацистичке злочине током окупације Естоније од стране нацистичке Немачке 1941-1944.
Пре рата било је око 4.300 естонских Јевреја. Током совјетске окупације Естоније 1940-1941, око 10% јеврејског становништва је депортовано у Сибир, заједно са осталим Естонцима. Након инвазије Осовине 1941. године, отприлике 75% естонских Јевреја, свесни судбине која их је чекала од нацистичке Немачке, побегло је на исток у Русију и друге делове Совјетског Савеза. Готово све оне Јевреје који су остали (између 950 и 1.000 људи) убиле су немачке јединице као што је Ајнзацгрупа А и/или локални колаборационисти пре краја 1941. године. Роми у Естонији су такође били убијани и поробљени од стране нацистичких немачких окупатора и њихових сарадника.
Нацистичке немачке окупационе власти су такође убиле око 6.000 етничких Естонаца и 1.000 етничких Руса у Естонији, било на основу тога што су били комунисти или комунистички симпатизери. Поред тога, око 15.000 совјетских ратних заробљеника и Јевреја из других делова Европе убијено је у Естонији током немачке окупације.

## Јеврејски живот пре Холокауста
Пре Другог светског рата, јеврејски живот је цветао у Естонији, са нивоом културне аутономије који је признат био најобимнији у целој Европи, дајући потпуну контролу над образовањем и другим аспектима културног живота локалној јеврејској популацији. Године 1936. јеврејске новине са седиштем у Британији The Jewish Chronicle објавиле су да је „Естонија једина земља у источној Европи у којој ни влада ни народ не дискриминишу Јевреје и где су Јевреји остављени у миру и дозвољено им је да воде слободну и несметани живот и обликују га у складу са својим националним и културним начелима“.

## Убиство јеврејског становништва
Сакупљања и убиства Јевреја почела су одмах као прва фаза Генералног плана Ост који је захтевао „уклањање“ 50% Естонаца. ‍:54 То је предузео одред за истребљење Einsatzkommando 1А под Мартином Сандбергером, део Ајнзацгрупе А коју је предводио Валтер Шталекер, који је пратио долазак првих немачких трупа 7. јула 1941. године. Хапшења и погубљења су настављена док су Немци, уз помоћ локалних сарадника, напредовали кроз Естонију. Естонија је постала део Рајхскомесаријата Остланд. Sicherheitspolizei (безбедносна полиција) основана је за унутрашњу безбедност под вођством естонског официра Ајн-Ервина Мереа 1942. године. Естонија је прилично рано проглашена Јуденфрај од стране немачког окупационог режима на Ванзејској конференцији. Јевреји који су остали у Естонији (929 према најновијој рачуници) су убијени. Познато је да је мање од десетак естонских Јевреја преживело рат у Естонији.

### Немачка политика према Јеврејима у Естонији
Државни архив Естоније садржи умрлице и спискове стрељаних Јевреја од јула, августа и почетка септембра 1941. На пример, у званичној умрлици Рубина Тејтелбаума, седмоструког шампиона Естоније у дизању тегова, рођеног у Тапи 17. јануара 1907. године, већ је одштампана тачка 7, а само је датум остављен празним: „7. Одлуком Зихерхајтсполицаја од 4. септембра 1941. осуђен на смрт, а одлука је извршена истог дана у Талину. Тејтелбаумов злочин био је „што је био Јеврејин“ и тако представљао „претњу јавном реду“.
11. септембра 1941. године у естонским тиражним новинама Postimees појавио се чланак под насловом „Juuditäht seljal“ – „Јеврејска звезда на леђима“. У њему се наводи да је др Ото-Хајнрих Дрехслер, високи комесар Остланда, прогласио уредбу у складу са којом су сви јеврејски становници Остланда од тог дана па надаље морали да носе видљиву жуту шестокраку Давидову звезду најмање 10 cm у пречнику на левој страни грудног коша и леђа.
Истог дана прописи које је издала Безбедносна полиција достављени су свим локалним полицијским управама а проглашавали су да су у Остланду на снази Нирнбершки закони, који дефинишу ко је Јевреј и шта Јевреји смеју, а шта не смеју. Јеврејима је било забрањено да мењају место становања, шетају тротоаром, користе било које превозно средство, иду у позоришта, музеје, биоскоп или школу. Професије адвоката, лекара, нотара, банкара или агента за некретнине проглашене су забрањеним за Јевреје, као и занимање уличног трговаца. Прописи такође прописују да имовину и домове јеврејских становника треба конфисковати. У правилнику је наглашено да рад у том циљу отпочне што је пре могуће, а спискове Јевреја, њихових адреса и имовине полиција треба да заврши до 20. септембра 1941. године.
Ови прописи су такође предвиђали оснивање концентрационог логора у близини града Тартуа на југоистоку Естоније. Каснија одлука предвиђала је изградњу јеврејског гета у близини града Харкуа, али он никада није изграђен, већ је тамо изграђен мали концентрациони логор. Државни архив Естоније садржи материјал који се односи на случајеве око 450 естонских Јевреја. Обично су хапшени код куће или на улици, одвођени у локалну полицијску станицу и оптужени за "злочин" да су Јевреји. Или су директно стрељани или послати у концентрациони логор и касније стрељани. Једна Естонка, Е.С, овако описује хапшење свог мужа Јеврејина:
Како мој муж није излазио из куће, ја сам ишла сваки дан у град да видим шта се дешава. Веома сам се уплашила када сам на углу трга Вабадуше и улице Харју видела плакат који позива људе да покажу где се налазе станови Јевреја. Тог кобног дана 13. септембра поново сам изашала јер је време било лепо, али се сећам да сам била веома забринута. Одјурила сам кући и када сам стигла и чула неке гласове у нашем стану имала сам предосећај да се нешто лоше догодило. У нашем стану су била два мушкарца из Зелбстшуца који су рекли да воде мог мужа у полицијску станицу. Потрчала сам за њима и отишла до начелника и тражила дозволу да видим свог мужа. Начелник је рекао да ми не може дати дозволу, али је тихо додао да треба да дођем следећег јутра када ће затвореници бити одведени у затвор и да ћу можда моћи да видим свог мужа у ходнику. Вратила сам се следећег јутра како ми је саветовано, и то је био последњи пут да сам видела свог мужа. Дана 15. септембра отишла сам у немачку Зихархајтсполицај на Тонисмаги у покушају да добијем информације о свом мужу. Речено ми је да је упуцан. Питала сам разлог пошто он није био комуниста већ бизнисмен. Одговор је био: Aber er war doch ein Jude. („Али он је био Јеврејин.“).

## Инострани Јевреји
Након немачке инвазије на Литванију, Летонију и Естонију, нацистичка влада је намеравала да искористи три балтичке земље као једно од својих главних подручја масовног геноцида. Сходно томе, Јевреји из земаља ван Балтика су депортовани тамо да би били убијени. Процењује се да је у Естонији убијено око 10.000 Јевреја након што су депортовани у тамошње логоре из других делова источне Европе. Нацистички режим је такође успоставио 22 концентрациона логора на окупираној територији Естоније за стране Јевреје, где ће бити коришћени као робови. Највећи, Ваивара концентрациони логор, служио је као транзитни логор и процесуирао 20.000 Јевреја из Летоније и литванских гета. Обично су радно способни мушкарци бирани да раде у рудницима уљних шкриљаца у североисточној Естонији. Жене, деца и старци су убијени по доласку.
Најмање два воза централноевропских Јевреја су депортовани у Естонију и убијени су по доласку на локацију Калеви-Лива у близини концентрационог логора Јагала.

### Убиство страних Јевреја у Калеви-Ливи
Према сведочењу преживелих, најмање два транспорта са око 2.100–2.150 централноевропских Јевреја, стигла су на железничку станицу у Расику, један из Терезијенштата (Терезин) са чехословачким Јеврејима и један из Берлина са немачким држављанима. Око 1.700–1.750 људи је одмах одведено на место погубљења на пешчаним динама Калеви-Лива и стрељано. За рад у концентрационом логору Јагала одабрано је око 450 људи.
Транспорт Бе 1.9.1942 из Терезина стигао је у станицу Расику 5. септембра 1942. године, након петодневног путовања. Према сведочењу које је совјетским властима дао Ралф Геретс, један од оптужених на суђењима за ратне злочине у СССР-у 1961. године, осам аутобуса естонске помоћне полиције стигло је из Талина. Процес селекције је надгледао Ајн-Ервин Мере, шеф безбедносне полиције у Естонији; они који нису одабрани за ропски рад послани су аутобусима на место убијања у близини логора. Касније је полиција, у тимовима од 6 до 8 мушкараца, убила Јевреје ватром из митраљеза. Током каснијих истрага, међутим, неки чувари логора су негирали учешће полиције и рекли да је погубљења вршило особље логора. Првог дана на овај начин је убијено укупно 900 људи. Геретс је сведочио да је пуцао из пиштоља у жртву која се још увек оглашавала у гомили лешева. Целом операцијом руководили су команданти СС Хајнрих Бергман и Јулијус Гис. Неколико сведока је истакло Хајнриха Бергмана као кључну личност за истребљења естонских Рома. У случају Бе 1.9.1942, једине изабране за рад и преживљавање рата биле су мале групе младих жена које су кроз низ концентрационих логора у Естонији, Пољској и Немачкој одведене у Берген-Белзен, где су биле ослобођене. Командант логора Лак користио је жене као сексуалне робиње, убијајући многе након што су преживеле искоришћавање.

На послератним суђењима у совјетској окупираној Естонији саслушан је велики број страних сведока, укључујући пет жена које су са групом Ве 1.9.1942. превезене из Терезијенштата.
Према сведочењу сведока, оптужени Мере, Геретс и Вик су активно учествовали у масовним убиствима и другим злочинима које су починили нацистички освајачи у Естонији. У складу са нацистичком расном теоријом, Зихархајтсполицај и Зихерхајтсдинст су добили инструкције да истребе Јевреје и Роме. У том циљу, током августа и септембра 1941, Мере и његови сарадници су подигли логор смрти у Јагали, 30 км од Талина. Мере је поставио Александра Лака за команданта логора; за његовог заменика је постављен Ралф Геретс. Дана 5. септембра 1942. на железничку станицу Расику стигао је воз са око 1.500 чехословачких држављана. Мере, Лак и Геретс су лично изабрали кога од њих треба погубити, а кога преместити у логор смрти Јагала. Више од 1.000 људи, углавном деце, старих и немоћних, превезено је у пустош у Калеви-Ливи, где су погубљени у посебној јами. Средином септембра из Немачке је на железничку станицу стигао други воз са 1.500 заробљеника. Мере, Лак и Геретс су одабрали још хиљаду жртава, које су потом осудили на истребљење. Ова група затвореника, међу којима су биле и дојиље и њихове новорођене бебе, превезена је у Калеви-Ливу где су убијени.У марту 1943. године, особље логора Калеви-Лива погубило је педесетак Рома, од којих је половина била млађа од 5 година. Погубљено је и 60 ромске деце школског узраста…

## Ромски народ
Неколико сведока је истакло Хајнриха Бергмана као кључну личност иза истребљења естонских Рома.

## Естонска сарадња
Јединице Eesti Omakaitse (естонска милиција; отприлике 1000 до 1200 мушкараца) биле су директно умешане у кривична дела, учествујући у хватању 200 Рома и 950 Јевреја.
Завршне радње ликвидације логора, као што је Клога, које су укључивале масовно стрељање око 2.000 затвореника, омогућили су припадници 287. батаљона полиције. Преживели извештавају да је током последњих дана пре ослобођења, када су јеврејски радници робови били видљиви, естонско становништво делимично покушавало да помогне Јеврејима обезбеђујући храну и друге врсте помоћи.“

## Суђења за ратне злочине
На суђењима за ратне злочине 1961. године оптужена су четворица Естонаца који се сматрају најодговорнијим за убиства у Калеви-Ливи. Двојица су касније погубљена, док совјетске окупационе власти нису могле да поднесу тужбу против друге двојице због чињенице да су живели у избеглиштву. Било је 7 познатих етничких Естонаца (Ралф Геретс, Ајн-Ервин Мере, Јан Вик, Јухан Јуристе, Карл Линас, Александер Лак и Ервин Викс) који су се суочили са суђењима за злочине против човечности почињене током нацистичке окупације у Естонији. Оптужени су за убиство до 5.000 немачких и чехословачких Јевреја и Рома у близини концентрационог логора Калеви-Лива 1942–1943. Ајн-Ервину Мереу, команданту естонске безбедносне полиције (Група Б Зихерхајтсполицај) под естонском самоуправом, суђено је у одсуству. Пре суђења, Мере је био активан члан естонске заједнице у Енглеској, дајући допринос публикацијама на естонском језику. Међутим, у време суђења, он је био у притвору у Енглеској, пошто је оптужен за убиство. Никада није депортован и умро је као слободан човек у Енглеској 1969. године. Ралф Геретс, заменик команданта концентрационог логора Јагала стрељан је 31. марта 1961. године у 55. години живота. Јан Вик, стражар у радном логору Јагала, од стотина естонских логорских чувара и полиције, издвојен је за кривично гоњење због своје посебне бруталности. Сведоци су сведочили да би малу децу бацао у ваздух и пуцао у њих. Он није негирао оптужбу. Вик је стрељан 31. марта 1961. године у 44. години живота. Четврти оптужени, командант логора Александер Лак, откривен је да живи у Канади, али је извршио самоубиство пре него што је могао да буде изведен на суђење.
У јануару 1962. одржано је још једно суђење у Тартуу . Јухан Јуристе, Карл Линас и Ервин Викс оптужени су за убиство 12.000 цивила у концентрационом логору Тарту.

## Број жртава
Извори из совјетско-естонског доба процењују укупан број совјетских грађана и странаца који су убијени у окупираној Естонској Совјетској Социјалистичкој Републици на 125.000. Највећи део овог броја чине Јевреји из централне и западне Европе и совјетски ратни заробљеници убијени или умрли од глади у логорима за ратне заробљенике на естонској територији.  Естонска историјска комисија процењује да је укупан број жртава отприлике 35.000, а састоји се од следећих група:
- 1000 естонских Јевреја,
- око 10.000 страних Јевреја,
- 1000 естонских Рома,
- 7000 етничких Естонаца,
- 15.000 совјетских заробљеника.

Број убијених естонских Јевреја мањи је од 1.000; немачки починиоци Холокауста Мартин Сандбергер и Валтер Шталекер наводе бројеве 921, односно 963. Године 1994. Евгенија Горин-Лов израчунала је тачан број на 929.

## Модерни споменици
Од поновног успостављања независности Естоније, постављене су ознаке за 60. годишњицу масовних погубљења која су извршена у логорима Лагеди, Ваивара и Клога (Калеви-Лива) у септембру 1944. Ајн Мере је 5. фебруара 1945. у Берлину основао антикомунистичку организацију Eesti Vabadusliit заједно са СС- оберштурмбанфирером Харалдом Рипалуом. Осуђен је на смртну казну током суђења за Холокауст у совјетској Естонији, али га Велика Британија није изручила и тамо је умро на слободи. Влада Републике Естоније је 2002. године одлучила да званично обележи Холокауст. Исте године, Центар Симон Визентал је естонској влади доставио информације о наводним естонским ратним злочинцима, који су сви бивши припадници 36. естонског полицијског батаљона. У августу 2018. објављено је да је споменик у Калеви-Ливи оштећен.